# 下町ロケバラエティ番組 浅草うず九
下町ロケバラエティ番組 浅草うず九（したまちロケバラエティばんぐみ あさくさうずきゅー）は、テレビ東京で2018年1月15日から2018年4月2日まで毎週月曜日1:05-1:35（日曜日深夜）に放送されていたバラエティ番組。

## 概要
浅草に誕生した劇場「浅草九劇」を中心に活動する女優・モデルの卵たちが、芸能界に大きな“渦”を起こすような一流芸能人を目指してさまざまな試練に挑戦していくロケバラエティ。
前身番組「浅草ベビ9」同様に9nine・ベイビーレイズJAPAN・ローファーズハイ!!を中心にレプロエンタテインメント所属の若手女性タレントが多数出演する。
毎週、地上波での放送終了後には、YouTube内のレプロエンタテインメント公式チャンネルにおいても、CMや提供クレジットを除いた放送回（内容自体は地上波で放送されたものと同じ）が全編フルで公開されていたが、番組終了後は全ての回が削除されている。

## 出演者
- MC
  - 小峠英二（バイきんぐ）
  - 小宮浩信（三四郎）
- ナレーション
  - 相田周二（三四郎）
- 9nine
  - 佐武宇綺、西脇彩華、吉井香奈恵、村田寛奈
- ベイビーレイズJAPAN
  - 林愛夏、傳谷英里香、大矢梨華子、高見奈央、渡邊璃生
- ローファーズハイ!!
  - 奥田こころ、寺本莉緒、鎌田彩樺、清水夏帆、安井南、川島梨楠、駒木根心捺、加藤子美月
- レプロエンタテインメント所属タレント
  - 久間田琳加、アンジェリカ、齋藤真緒、川平朱莉、藤本彩未、白井杏奈、碓井玲菜、青島妃菜

## 放送リスト
※全て2018年に関東地区で放送されたものである。
| 回 | 放送日  | 放送内容                                                                                  |
| -- | ------- | ----------------------------------------------------------------------------------------- |
| 1  | 1月15日 | うず九メンバーを見極めろ！ キャラクター面談 （※1時間スペシャルとして、1:05 - 2:05に放送） |
| 2  | 1月22日 | うず九No.1ラッキークイーンは誰だ！？ ツイてる女決定戦！！（前半）                         |
| 3  | 1月29日 | うず九No.1ラッキークイーンは誰だ！？ ツイてる女決定戦！！（後半）                         |
| 4  | 2月5日  | 一流芸能人に勝利しろ！ご褒美争奪マッチ！（前編）                                          |
| 5  | 2月12日 | 一流芸能人に勝利しろ！ご褒美争奪マッチ！（後編)                                           |
| 6  | 2月19日 | 美しい顔をキープしろ！スーパースロー選手権！                                              |
| 7  | 2月26日 | 菊地亜美をうならせろ！バラエティ能力クイーン決定戦！                                      |
| 8  | 3月5日  | 何が何でも見切れたい！カメラ映り込み選手権！（前編）                                      |
| 9  | 3月12日 | 何が何でも見切れたい！カメラ映り込み選手権！（後編）                                      |
| 10 | 3月19日 | 街中でカメラを探せ！浅草カメラ目線クエスト！                                              |
| 11 | 3月26日 | 先輩を踏み台にして一流芸能人になれ！うず九ＶＳ9nine＆ベビレ５番勝負（前編）               |
| 12 | 4月2日  | 先輩を踏み台にして一流芸能人になれ！うず九ＶＳ9nine＆ベビレ５番勝負（後編）               |

## スタッフ
- ナレーション：相田周二
- 構成：町田裕章、デーブ八坂、溝山智之
- CAM：神尾淳
- 音声：谷口健二
- 美術：矢野ユウイチロウ
- 音効：吉田達朗
- 編集：田代陸
- MA：井坂拓人、船木拓也
- 技術協力：スウィッシュジャパン、TSP、ヌーベルアージュ
- 広報：河村乃里子、岡田拓朗
- アシスタントディレクター：望月麻衣、矢田拓也
- アシスタントプロデューサー：恒吉祐衣
- ディレクター：関谷司、大石橋健太
- 演出：鎗野貴生
- プロデューサー：志水大介、森永恭平、山脇陵
- 制作協力：K-max
- 製作：LesProsentertainment